# Marietta Giannakou

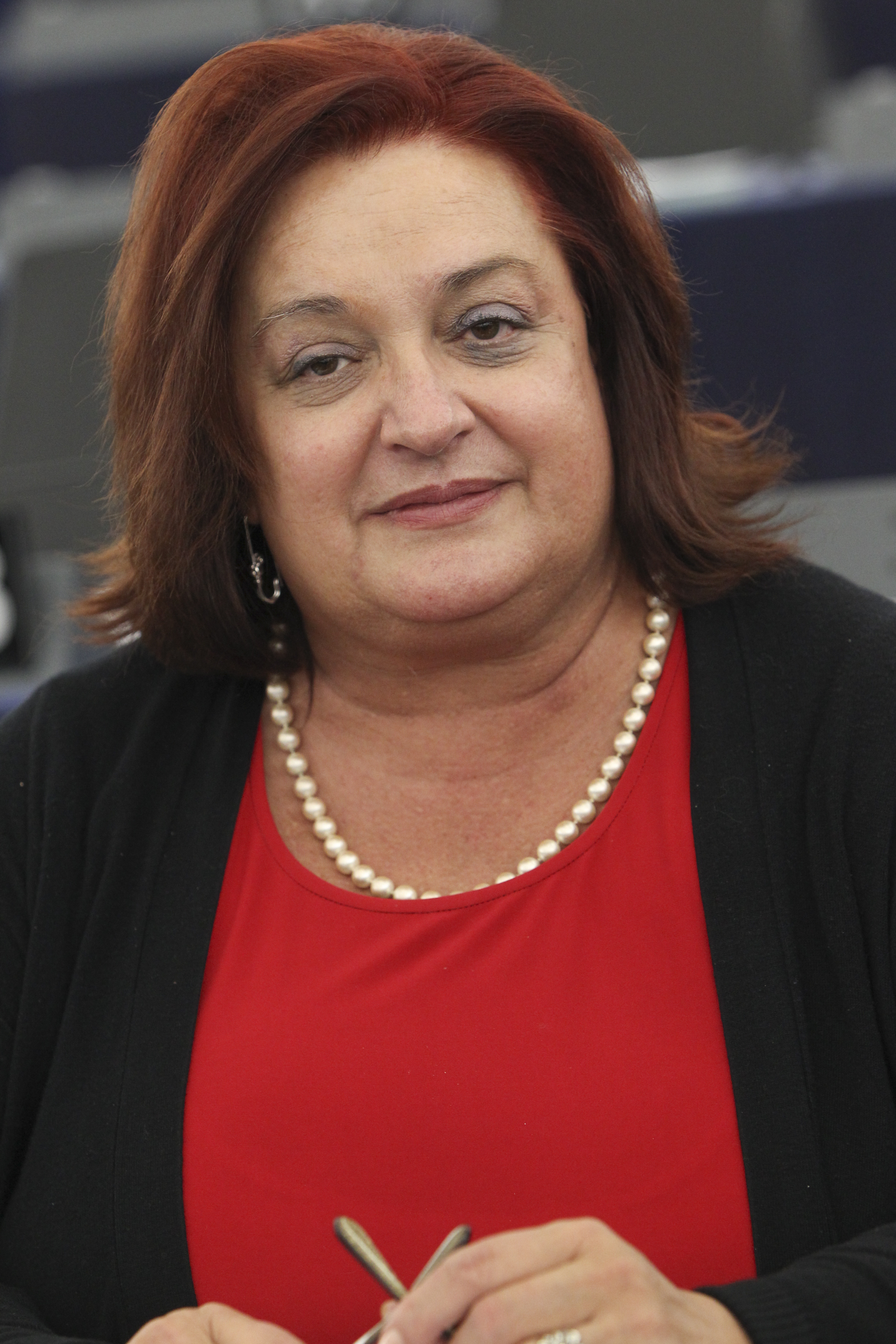
Marietta Giannakou, 2012

Marietta Giannakou (griechisch Μαριορή „Μαριέττα“ Γιαννάκου, * 5. Juni 1951 in Geraki; † 27. Februar 2022 in Athen) war eine griechische Politikerin der konservativen Nea Dimokratia.

## Leben
Giannakou studierte Medizin an der Universität Athen. Bei der Europäischen Volkspartei hatte sie mehrere wichtige Funktionen inne, von 1992 bis 2000 war sie Vizepräsidentin der Europäischen Union der Christdemokraten.
Vom 11. April 1990 bis 8. August 1991 war sie als Nachfolgerin von Georgios Merikas Ministerin für Gesundheit, Wohlfahrt und soziale Sicherheit im Kabinett Konstantinos Mitsotakis. Von 2004 bis 2007 war sie Ministerin für Nationale Bildung und Religiöse Angelegenheiten im Kabinett Kostas Karamanlis I.
Von 1984 bis 1990 gehörte Giannakou erstmals dem Europäischen Parlament an; danach noch einmal von 1999 bis 2000 und wieder ab 2009. Auch gehörte sie dem griechischen Parlament von 1993 bis 2009, mit einer Unterbrechung von 1999 bis 2000, sowie von 2019 bis zu ihrem Tod an.